# Rattenbach (Oberteisendorfer Ache)
Der Rattenbach, auf dem rechten Hauptstrang-Oberlauf Freidlinger Bach genannt, ist ein Fließgewässer im Gebiet der Marktgemeinde Teisendorf im oberbayerischen Berchtesgadener Land, das nach schwankend nordnordwestlichem Lauf am Westrand von Teisendorf von rechts in die Oberteisendorfer Ache mündet.

## Verlauf
Der Oberlauf Freidlinger Bach entsteht am Nordabfalls des östlichen Teisenbergs auf etwa 742 m ü. NHN im Wald über dem Dandlhäusl. Der Quellbach nimmt nach Unterquerung der A 8 westlich von Schnelling einen viel kürzeren linken auf und wird dadurch erst zum Freidlinger Bach. Dieser durchfließt anschließend in einer nach Osten ausholenden Kurve den Weiler Freidling und einen kurzer Schluchtabschnitt wiederum durch Hangwald bis zum Siedlungsplatz Klause. Gleich danach fließt dieser schon in der weiten Talebene der Sur mit dem von links und Süden zulaufenden, kleineren Stettener Saugraben zusammen und schafft so den Rattenbach.
Der Rattenbach unterquert dann gleich im Südwesten Teisenbergs die Bundesstraße 304 und fließt zuletzt am Westrand einer Gewerbezone von Teisendorf entlang. Schließlich mündet er auf etwa 492 m ü. NHN in die Oberteisendorfer Ache, wenige Schritt bevor diese selbst von links in die Sur einfließt.